# HMS Hardy (R08)
«Гарді» (англ. HMS Hardy (R08)) — військовий корабель, лідер ескадрених міноносців типу «V» Королівського військово-морського флоту Великої Британії часів Другої світової війни.
Лідер ескадрених міноносців «Гарді» закладений 14 травня 1942 року на верфі компанії John Brown & Company у Клайдбанкі. 18 березня 1943 року він був спущений на воду, а 14 серпня 1943 року увійшов до складу Королівських ВМС Великої Британії. Есмінець брав участь у бойових діях на морі в Другій світовій війні, бився у Північній Атлантиці, супроводжував арктичні конвої. За проявлену мужність та стійкість у боях бойовий корабель заохочений бойовою відзнакою.

## Історія служби

### 1944
16 січня 1944 року «Гарді» з есмінцем «Обд'юрет» здійснив перехід до Ісландії для підготовки до чергового конвою.
21 січня 1944 року лідер ескадрених міноносців «Гарді» вийшов з Акурейрі з ескортною групою конвою JW 56A, що прямував до Кольської затоки. Транспортний конвой піддався атаці 10 німецьких субмарин. 25 січня U-278 вдалось потопити американське судно Penelope Barker (16 осіб загинуло, 56 врятувалося), есмінець «Обд'юрет» отримав серйозні пошкодження через торпедну атаку іншої субмарини U-360 й був змушений вийти з похідного ордеру конвою. 26 числа судно Andrew G. Curtin було потоплено U-716 (3 чоловіки загинуло, 68 врятовані «Інконстант»), Fort Bellingham спочатку дістав пошкоджень від влучення торпед U-360, а потім було затоплено U-957 (36 осіб загинуло, 35 врятовані «Оффа»; ще 2 особи взяті в полон німецькими підводниками).
26 січня 1944 року «Гарді» вийшов з групою посилення назустріч конвою JW 56B, що також прямував до Кольської затоки. Цей транспортний конвой, починаючи з району Ведмежого острову піддавався атакам німецьких субмарин "вовчої зграї «Вервольф»..
30 січня 1944 року під час супроводу конвою JW 56A лідер ескадрених міноносців «Гарді» був уражений торпедою G7es німецького підводного човна U-278 північніше Норвегії, де затонув.